# Chrysochlamys cuneata
Chrysochlamys cuneata là một loài thực vật có hoa trong họ Bứa. Loài này được (Planch. & Triana) Cuatrec. mô tả khoa học đầu tiên năm 1950.